# Carel Allard
Carel Allard (* 1648; † 1709 in Amsterdam) war ein niederländischer Kunsthändler, Kartograf und Kupferstecher. Im 17. Jahrhundert publizierte die Familie Allard in Amsterdam verschiedene Kartenwerke.
Carel war der Sohn von Hugo Allard. Er wurde am 19. Januar 1648 in Amsterdam getauft. Er starb in Amsterdam und wurde am 1. Februar 1709 begraben.

## Werke
- XVII Provinciarum Belgicarum, sive Germaniæ Inferioris Typus novissimus & accuratissimus / Apud Carolum Allardt. Allard, Amsterdam [zwischen 1679 und 1710] (Digitalisat)
- Foederatum Belgium nec non Ducatus Bremensis, ac etiam Pars Fluminis Albis / Peraccurate correcta auctore Carolo Allard ; Cum Privilegio ordinum Hollandiae et Westfrisiae. [Amsterdam], [nach 1683] (Digitalisat)
- Ducatus Geldriae Batavae et Hispanicae : In Tetrarchias Noviomagi, Arnhemii, Ruremondae & Zutphaniae Comitatûs ; cum Privilegio Ord. Holl. et Wetsfris. Allard, Amsterdam um 1700 (Digitalisierte Ausgabe der Universitäts- und Landesbibliothek Düsseldorf)
- Totius Regni Galliae Sive Franciae Tabula : Cum suis Provinciis, Urbibus, Pagis, Angariis, etc. [Amsterdam], [um 1700] (Digitalisat)
- Novissima Belgii Regii Tabula / Denuo Correcta Per Carolum Allard ; cum Priv. ord. Holl. et Westvrisiae. [1710–1720] (Digitalisat)
- Karten von Carel Allard - Eran Laor Cartographic Collection, Die Israelische Nationalbibliothek